# 杰克·吉林哈尔
雅各·班傑明·「傑克」·葛倫霍（英語：Jacob Benjamin "Jake" Gyllenhaal，又譯為吉倫荷，1980年12月19日—），美国男演員。葛倫霍從七歲開始演戲，正式出道後在短時間內接演了許多風格迥異的角色。他曾獲頒英國電影學院獎，也曾獲得奧斯卡金像獎提名。
葛倫霍首次在大型電影中演出是1999年的《十月的天空》，在電影中他飾演荷默·希坎姆，一个夢想是與朋友們一起製造並且試射火箭，迫於現實環境，曾經一度放棄後，再度在老師的鼓勵下，重新完成夢想的角色。之後在2004年的賣座電影《明天過後》中，他扮演一位遭遇劇烈全球寒冷化現象的學生，在片中葛倫霍和丹尼斯·奎德合作演出。之後他一改之前的角色形象，在電影《鍋蓋頭》（2005年）中飾演感到失意困惑的美國海軍陸戰隊員；同一年，葛倫霍也以在《斷背山》中的同性戀牛仔角色獲得贏得評論的讚賞。
葛倫霍也多次參與支持各種政治和社會運動。他在美國民主黨為2004年總統大選所企劃的「Rock the Vote」宣傳廣告中現身，他也參與了環境保護活動和美國公民自由聯盟的宣傳。

## 早期生活和教育
葛倫霍出生於美國加利福尼亞州洛杉磯，父親是電影導演史帝芬·葛倫霍，母親是電影製作人和編劇娜歐蜜·芳納。他的姊姊瑪姬·葛倫霍也是演員。葛倫霍的父親在一個斯維登堡哲學思想家庭中成長，他同時也是瑞典貴族家庭的後裔；該家族最後一個瑞典籍祖先是他的曾曾曾祖父安得斯·李奧納多·葛倫霍（Anders Leonard Gyllenhaal）。葛倫霍的母親來自紐約市的美國猶太人家庭，她是哥倫比亞大學歷史學教授艾瑞克·方納（Eric Foner）的前妻。
葛倫霍在猶太教的環境下成長，而他成為律法之子（B'nai Mitzvah）的儀式是在遊民收容中心舉行，是因為父母希望他能夠對於現在優渥的生活知所感恩。葛倫霍的父母堅持他必須在暑假打工供應自己的生活，於是他便在家族朋友經營的餐廳擔任警衛和服務生。

## 演藝生涯

### 早期
由於他的家人與電影工業有不淺的淵源，葛倫霍幼时便經常接觸電影製作。十一歲時，葛倫霍將首次演出獻給了1991年喜劇片《城市鄉巴佬》，飾演比利·克里斯托的兒子。他的雙親不同意他演出1992年的電影《野鴨變鳳凰》，因為葛倫霍將因此必須離家兩個月。接下來的二年，他的雙親准許葛倫霍進行角色試鏡，但禁止他在被選中後帶他們到現場。他們多次讓葛倫霍出現在他父親的電影。葛倫霍曾於1993年電影《危險的情人》（與姐姐美姬·佳蘭賀同演）、1994年的影集《謀殺：街上的故事》（Homicide: Life on the Street）、1998年的喜劇《王牌追殺令》（Homegrown）中演出，並曾與母親、姐姐美姬在義大利的烹飪節目《摩托·瑪莉歐》（Molto Mario）中出現過兩集。而在就讀高中前，葛倫霍唯一演過不是父親執導的電影是《喬許與S.A.M.》（Josh and S.A.M.）。
1998年，葛倫霍於位於洛杉磯的哈佛西湖學校（Harvard-Westlake School）畢業，隨後就讀於哥倫比亞大學，攻讀東方宗教以及哲學，並於兩年後輟學、把精力專注於演藝事業上，待來日再完成學位。葛倫霍首次領銜主演的電影是改編自荷默·希坎姆自傳《火箭男孩》（Rocket Boys）、由喬·約翰斯頓執導的《十月的天空》，葛倫霍在片中飾演一位來自西維吉尼亞州、一心一意想獲得科學獎學金以避免成為一位煤礦工人的年輕人。該片票房達到三千兩百萬美元，薩克拉門托新聞與評論並形容該片是葛倫霍的「突破之作」。
2006年，葛倫霍以《斷背山》提名奥斯卡最佳男配角奖，不過當時風采全被希斯·萊傑搶走，傑克不但不介意，私底下與希斯有著深厚交情，還是對方小孩的教父，希斯過世時，他更在喪禮上與希斯的妻子蜜雪兒·威廉絲互相攙扶痛哭。2015年，他宣傳新片《震撼擂台》，提到希斯也感性表示：「只要我還活著，我就會一直想他。」讓人見到他重情義的一面。他曾在接受訪問時，聊到《斷背山》片中跟萊傑的床戲，他敬業表示：「雖然很不自在，我們都深深相信電影想闡述的意念與想法，畢竟他不是我們的電影，而是所有人的電影。」

### 轉型
傑克在描述現今全球嗜血化的媒體環境現狀的電影《獨家腥聞》中，首次擔綱製片，除了擔綱製片外也是本片的男主角，傑克本人更為了這部電影爆瘦了30磅（約13.6公斤）以達成效果，而傑克激烈減重的方法便是每天從家中跑到片場。傑克在本片的表現獲得各界好評，多名影評人表示這是傑克繼《十月的天空》後從影以來最突破之作，傑克也因為本片入圍了第72屆金球獎戲劇類最佳男主角。如今為漫威宇宙的反派角色「神秘客」。

### 個人生活
2007年初傑克曾和知名女星瑞絲·薇斯朋交往，兩人交往了兩年多，最後在2009年11月分手。

傑克曾和美國創作歌手泰勒絲於2010年間交往過，兩人是透過葛妮絲·派特洛牽引下認識，但交往一個多月隨即分手，隔年年初傑克本人有意願想要復合但遭到拒絕，泰勒絲收錄在專輯《Red》中的火紅單曲〈We Are Never Ever Getting Back Together〉及〈All Too Well〉等歌曲便是在描述他們之間的短暫戀情。

## 電影作品
| 電影 | 電影                                  | 電影                                | 電影                             | 電影         |
| 年份 | 電影名稱                              | 電影名稱                            | 角色                             | 備註         |
| 年份 | 電影名稱（譯名）                      | 電影名稱（原文）                    | 角色                             | 備註         |
| ---- | ------------------------------------- | ----------------------------------- | -------------------------------- | ------------ |
| 1991 | 城市鄉巴佬                            | City Slickers                       | Danny Robbins                    |              |
| 1993 | 危險的情人                            | A Dangerous Woman                   | Edward                           |              |
| 1993 | 淘氣兵團                              | Josh and S.A.M.                     | Leon Coleman                     |              |
| 1998 | 王牌追殺令                            | Homegrown                           | Jake / Blue Kahan                |              |
| 1999 | 十月的天空                            | October Sky                         | Homer Hickam Jr.                 |              |
| 2001 | 死亡幻覺                              | Donnie Darko                        | Donnie Darko                     |              |
| 2001 | 愛情泡跳碰                            | Bubble Boy                          | Jimmy Livingston                 |              |
| 2001 | 美麗與動人                            | Lovely & Amazing                    | Jordan                           |              |
| 2002 | 亡命天涯路                            | Highway                             | Pilot Kelson                     |              |
| 2002 | 讓愛自由                              | Moonlight Mile                      | Joe Nast                         |              |
| 2002 | 麥田捕手的女孩                        | The Good Girl                       | Thomas 'Holden' Worther          |              |
| 2004 | 明天過後                              | The Day After Tomorrow              | Sam Hall                         |              |
| 2005 | 斷背山                                | Brokeback Mountain                  | Jack Twist                       |              |
| 2005 | 鍋蓋頭                                | Jarhead                             | Anthony Swofford ("Swoff")       |              |
| 2005 | 證明我愛你                            | Proof                               | Harold 'Hal' Dobbs               |              |
| 2005 | The Man Who Walked Between the Towers | Narrator                            | 配音                             |              |
| 2007 | 索命黃道帶                            | Zodiac                              | Robert Graysmith                 |              |
| 2007 | 關鍵危機                              | Rendition                           | Douglas Freeman                  |              |
| 2009 | 雙情路                                | Brothers                            | Tommy Cahill                     |              |
| 2010 | 波斯王子：時之刃                      | Prince of Persia: The Sands of Time | Prince Dastan                    |              |
| 2010 | 愛情藥不藥                            | Love and Other Drugs                | Jamie Randall                    |              |
| 2011 | 啟動原始碼                            | Source Code                         | Colter Stevens                   |              |
| 2012 | 火線赤子情                            | End of Watch                        | Officer Taylor                   |              |
| 2013 | 私法爭鋒                              | Prisoners                           | Detective Loki                   |              |
| 2013 | 雙面危敵                              | Enemy                               | Adam Bell / Anthony Clair        |              |
| 2014 | 獨家腥聞                              | Nightcrawler                        | Lou Bloom                        |              |
| 2015 | 震撼擂台                              | Southpaw                            | Billy Hope                       |              |
| 2015 | 聖母峰                                | Everest                             | Scott Fischer                    |              |
| 2015 | 崩壞人生                              | Demolition                          | Davis Mitchell                   |              |
| 2015 | 意外的愛情                            | Accidental Love                     | Howard Birdwell                  |              |
| 2016 | 夜行動物                              | Nocturnal Animals                   | Edward Sheffield / Tony Hastings |              |
| 2017 | 異星智慧                              | Life                                | Dr. David Jordan                 |              |
| 2017 | 玉子                                  | Okja                                | Dr. Johnny Wilcox                |              |
| 2017 | 你是我的勇氣                          | Stronger                            | Jeff Bauman                      |              |
| 2018 | 狂野生活                              | Wildlife                            | Jerry Brinson                    |              |
| 2018 | 淘金殺手                              | The Sisters Brothers                | John Morris                      |              |
| 2019 | 絲絨電鋸                              | Velvet Buzzsaw                      | Morf Vandewalt                   |              |
| 2019 | 蜘蛛人：離家日                        | Spider-Man: Far From Home           | 「神秘法師」昆汀·貝克            |              |
| 2021 | 奔馳吧！小馬王                        | Spirit Untamed                      | Jim Prescott                     | 配音         |
| 2021 | 接線追緝                              | The Guilty                          | Joe Bayler                       |              |
| 2021 | 蜘蛛人：無家日                        | Spider-Man: No Way Home             | 「神秘法師」昆汀·貝克            | 採用前作片段 |
| 2022 | 劫命救護                              | Ambulance                           | Danny                            |              |
| 2022 | 奇異冒險                              | Strange World                       | Searcher Clade                   | 配音         |
| 2023 | 絕地營救                              | The Covenant                        | Sergeant John Kinley             |              |
| 2024 | 威龍殺陣                              | Road House                          | Dalton                           |              |

## 奖项
| 年份 | 頒獎團體          | 項目                              | 結果 | 演出作品       |
| ---- | ----------------- | --------------------------------- | ---- | -------------- |
| 2001 | 獨立精神獎        | 最佳男主角                        | 提名 | 死亡幻覺       |
| 2001 | Chlotrudis Awards | 最佳演员                          | 获奖 | 死亡幻覺       |
| 2002 | DVD獨家獎         | DVD首映獎、最佳演員               | 提名 | 高速驚魂       |
| 2002 | 青少年票選獎      | 票選最佳突破男星                  | 提名 | 麥田捕手的女孩 |
| 2002 | 好萊塢青年獎      | 突破演出男星                      | 獲獎 |                |
| 2006 | MTV電影大獎       | 最佳演出                          | 獲獎 | 斷背山         |
| 2006 | MTV電影大獎       | 最佳螢幕接吻                      | 獲獎 | 斷背山         |
| 2006 | 電影演員公會獎    | 最佳男配角                        | 提名 | 斷背山         |
| 2006 | 電影演員公會獎    | 最佳服裝                          | 提名 | 斷背山         |
| 2006 | 國家影評人委員會  | 最佳男配角                        | 獲獎 | 斷背山         |
| 2006 | 影評人票選獎      | 最佳男配角                        | 提名 | 斷背山         |
| 2006 | 英國電影學院獎    | 最佳男配角                        | 獲獎 | 斷背山         |
| 2006 | 奧斯卡金像獎      | 最佳男配角                        | 提名 | 斷背山         |
| 2006 | 衛星獎            | 最佳傑出男配角                    | 提名 | 斷背山         |
| 2006 | 美國藝術協會獎    | 2006年青年藝術獎 - 傑出藝術性獎項 | 獲獎 | 斷背山         |
| 2006 | 衛星獎            | 最佳傑出男配角                    | 提名 | 鍋蓋頭         |
| 2017 | 好萊塢電影獎      | 最佳男主角                        | 獲獎 | 你是我的勇氣   |

## 外鏈
- 官方网站 （页面存档备份，存于）
- 杰克·吉林哈尔在互联网电影资料库（IMDb）上的資料（英文）（英文）

| 前任： 克萊夫·歐文 | 英國電影學院獎最佳男配角 2005 | 繼任： 亞倫·阿金 |